# Margotia
Margotia  es un género  perteneciente a la familia Apiaceae. Comprende 2 especies descritas.

## Taxonomía
El género fue descrito por Pierre Edmond Boissier y publicado en Elenchus Plantarum Novarum 52. 1838. La especie tipo es: Margotia laserpitioides Boiss.		

## Especies
A continuación se brinda un listado de las especies del género Margotia aceptadas hasta septiembre de 2012, ordenadas alfabéticamente. Para cada una se indica el nombre binomial seguido del autor, abreviado según las convenciones y usos.
- Margotia gummifera Lange
- Margotia laserpitioides Boiss.